# Sterphus transversa
Sterphus transversa är en tvåvingeart som först beskrevs av Walker 1857.  Sterphus transversa ingår i släktet Sterphus och familjen blomflugor. Inga underarter finns listade i Catalogue of Life.